# الجيش الثاني المجري
الجيش الثاني المجري (بالمجرية: 2. Magyar Hadsereg) أحد القوات الرئيسية في القوات المسلحة المجرية خلال الحرب العالمية الثانية. أُرسل لدعم ألمانيا النازية على الجبهة الشرقية، وشارك في عملية بارباروسا وغيرها من الحملات ضد الاتحاد السوفيتي، وتعرض لخسائر فادحة خاصة في معركة نهر الدون ومعركة ستالينغراد .

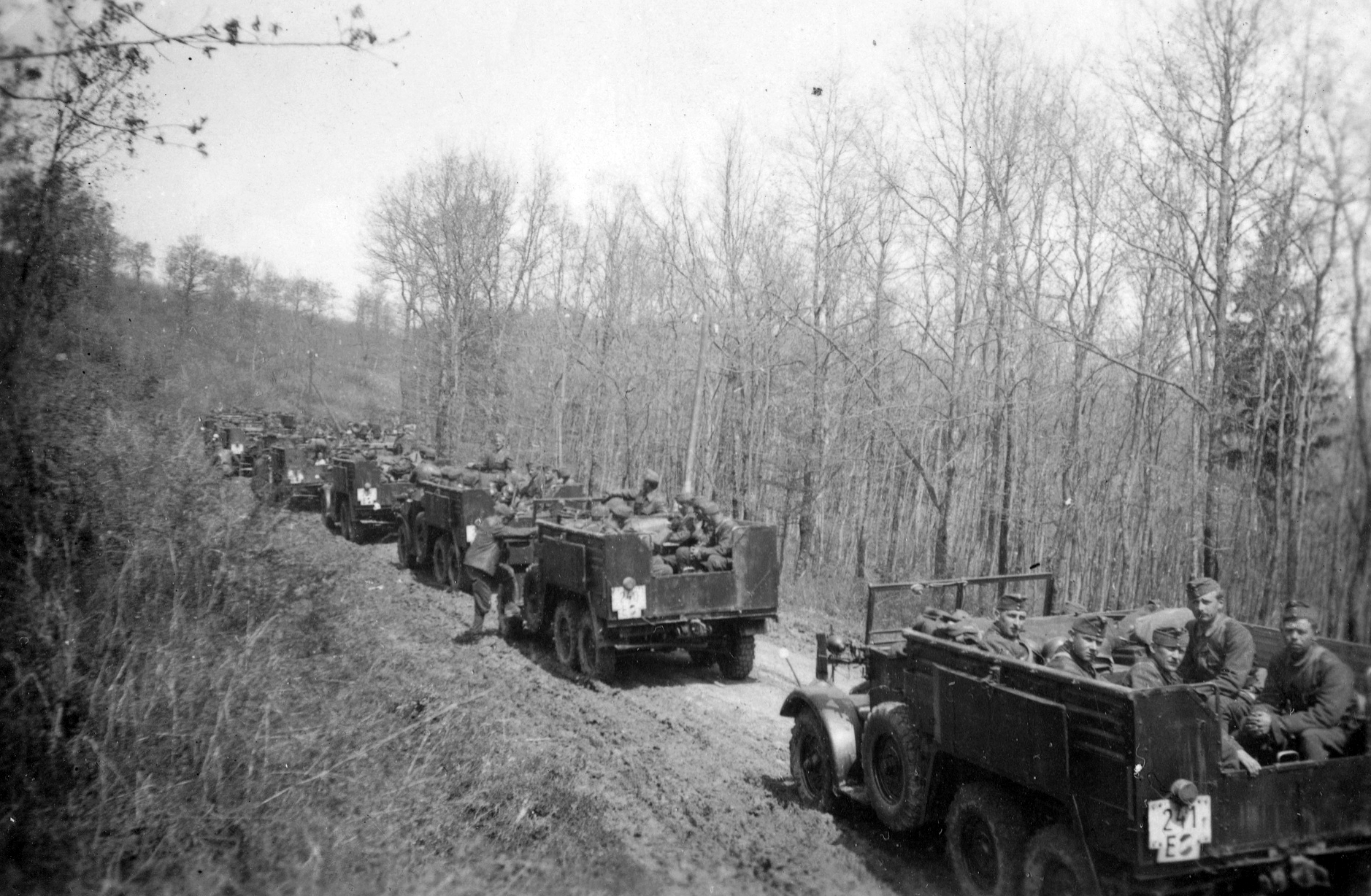
قافلة للجيش المجري في روسيا عام 1942

## التكوين والمهام
أُنشئ الجيش في عام 1942 بناءً على اتفاق بين الزعيم المجري ميكلوش هورتي وألمانيا. بلغ قوامه حوالي 200,000 جندي، معظمهم من قوات الاحتياط ومجندين ضعيفي التدريب، وتم تزويده بأسلحة خفيفة وناقصة مقارنة بالجيوش الألمانية .

## الانتشار على الجبهة الشرقية
الجيش المجري الثاني أشهر جيش مجري في زمن الحرب، نظرًا لدوره في معركة ستالينجراد. تلقى جنوده ثمانية أسابيع فقط من التدريب قبل إرسالهم إلى الجبهة الشرقية،نُقل الجيش إلى الجبهة السوفيتية في صيف 1942، وتمركز على طول نهر الدون لدعم الجناح الأيمن للجيش الألماني السادس. شارك في عدة معارك دفاعية، لكنه لم يكن مستعدًا جيدًا للشتاء السوفيتي أو لهجمات الجيش الأحمر .

## الكارثة في نهر الدون
في يناير 1943، شن الجيش السوفيتي هجومًا كاسحًا ضمن عملية ليتل ساترن، أدى إلى انهيار الجيش الثاني المجري تقريبًا. قُتل أو أُسر أكثر من 100,000 جندي مجري، بينما نجحت قلة فقط في الانسحاب غربًا. اعتُبرت هذه الهزيمة واحدة من أكبر الكوارث العسكرية في تاريخ المجر .

## القادة
| # | القائد         | تولى منصبه     | غادر المنصب    | الوقت في المنصب   | المنصب عند التعيين |
| - | -------------- | -------------- | -------------- | ----------------- | ------------------ |
| 1 | غوستاف ياني    | 1 مارس 1940    | 5 أغسطس 1943   | 3 سنوات و157 يوماً | العقيد جنرال       |
| 2 | جيزا لاكاتوس   | 5 أغسطس 1943   | 1 أبريل 1944   | 240 يوماً          | العقيد جنرال       |
| 3 | لايوس فيريس    | 1 أبريل 1944   | 16 أكتوبر 1944 | 198 يوماً          | الفريق             |
| 4 | كارولي بيرتشيك | 16 أكتوبر 1944 | 13 نوفمبر 1944 | 28 يوماً           | الفريق             |